# Alain Chabat
Alain Chabat (ur. 24 listopada 1958 w Oranie, Algieria) – francuski aktor, komik, reżyser, scenarzysta, producent, prezenter telewizyjny i rysownik. 

## Wybrana filmografia

### Jako aktor
- 2017: Mikołaj i spółka – Święty Mikołaj
- 2014: Reality – Jason Tantra
- 2012: Na tropie Marsupilami – Dan Geraldo
- 2009:	Noc w muzeum 2 (Night at the Museum 2: Escape from the Smithsonian) – Napoleon
- 2006:	Jak we śnie (La Science des rêves) – Guy
- 2006:	Układ idealny (Prete-moi ta main) – Luis
- 2005:	Tatuś (Papa) – Tatuś
- 2004:	RRRrrrr!!!  – Znachorolog
- 2003:	Kociak (Chouchou) – Stanislas de la Tour-Maubourg
- 2003:	Wariaci z Karaibów (Mais qui a tue Pamela Rose?) – Peter Mc Gray
- 2002:	Asterix i Obelix: Misja Kleopatra (Astérix et Obélix : Mission Cléopâtre) – Juliusz Cezar
- 1999:	Gusta i guściki (Le Gout des autres) – Bruno Deschamps
- 1997:	Didier
- 1995:	Kochanek czy kochanka (Gazon Maudit)

### Jako współtwórca
- 2017: Mikołaj i spółka – reżyser, scenarzysta
- 2012: Na tropie Marsupilami – reżyser, scenarzysta
- 2009:	Mikołajek (Le Petit Nicolas) – scenariusz, dialogi
- 2004: RRRrrrr!!! – reżyser
- 2002:	Asterix i Obelix: Misja Kleopatra] (Astérix et Obélix : Mission Cléopâtre) – reżyser, scenarzysta
- 1997:	Didier – reżyser, scenarzysta

### Jako producent
- 2012: Na tropie Marsupilami
- 2011:	A Thousand Words
- 2008:	Baby(ies)
- 2006:	Układ idealny (Prete-moi ta main)
- 2004:	RRRrrrr!!!